# Staatliche Bücher- und Kupferstichsammlung Greiz

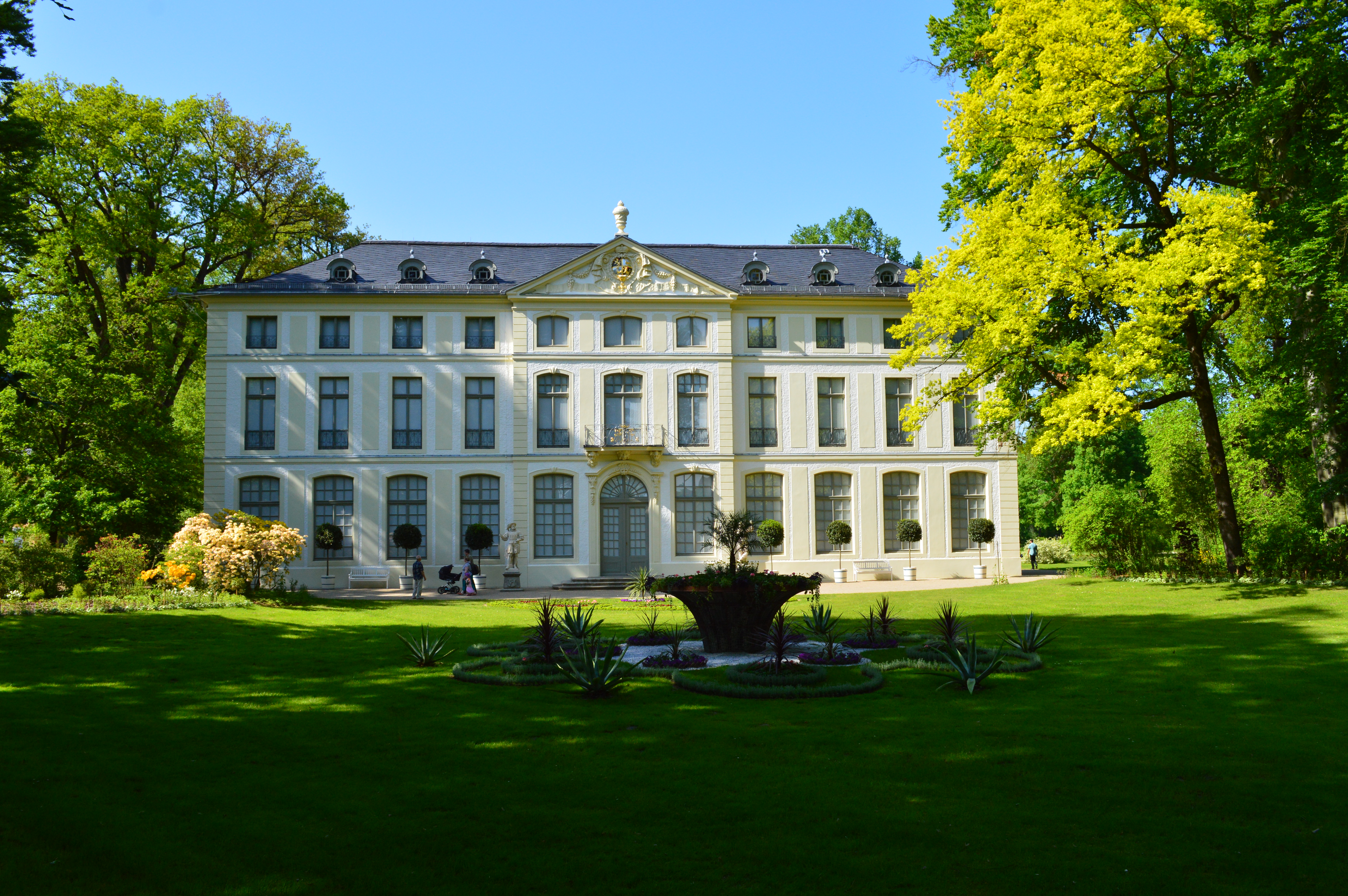
Standort der Staatlichen Bücher- und Kupferstichsammlung: Das Sommerpalais in Greiz

Die Staatliche Bücher- und Kupferstichsammlung in Greiz wurde 1922 begründet. Sie entstand als offizielle Stiftung der Älteren Linie des Hauses Reuß an das 1920 gegründete Land Thüringen. Die Sammlung besteht im Wesentlichen aus Kunstschätzen, der Hofbibliothek und der Kupferstichsammlung des Fürstenhauses Reuß sowie dem 1975 als eigenständigen Teil der Sammlung gegründeten Satiricum. Durch die Übergabe an das Land Thüringen wurden die Ausstellungsstücke zum ersten Mal der Öffentlichkeit zugänglich.
Die Bestände der Greizer Bücher- und Kupferstichsammlung stehen der wissenschaftlichen Forschung zur Verfügung und werden außerdem für Ausstellungen im Sommerpalais Greiz oder in anderen Museen genutzt. Zudem können die Sammlungen im Rahmen eines Besuchs, einer stattfindenden Veranstaltung oder Führung im Sommerpalais besichtigt werden. Träger der Bücher- und Kupferstichsammlung ist der Landkreis Greiz.

## Bibliothek
Die Gründung der einstigen Hofbibliothek erfolgte ca. 1747 durch den Grafen Heinrich XI. Reuß ä. L. zu Obergreiz (1722–1800) durch seine Liebhaberei zu Kunst, Wissenschaften und alten, sowie raren Büchern. Thematisch deckt die Sammlung folgende Bereiche ab:
- Werke der französischen Aufklärung
- Schriften zur französischen Revolution
- Theologie
- Historie
- Naturwissenschaften
- Enzyklopädien
- Architektur und Gartenkunst
- Literaturzeitschriften
- Reisebeschreibungen
- illustrierte Bücher

1921 und 1922 wurde die höfische Sammlung um den Altbestand der Bibliothek des Geraer Gymnasiums Rutheneum zusammengeführt. Hierdurch ist die Anzahl an Werken beachtlich gestiegen und beläuft sich nach Angaben der Stadt Greiz heute auf etwa 35.000 Einzelbände mit einer zeitlichen Abdeckung vom 16. bis zum 21. Jahrhundert. Der Index der Bibliothek ist online abrufbar.

## Kupferstichsammlung
Die Kupferstichsammlung umfasst mehrere Tausende Einzelstücke, worunter auch ein bedeutender Teil der Sammlung dem Nachlass der englischen Prinzessin Elizabeth von Großbritannien (Tochter von König Georg III.) entstammte und von ca. 1795 bis 1830 mit vielen Werken angereichert wurde. Nach dem Tod der Prinzessin, fand die Sammlung im Rahmen der Erbschaft durch die Nichte, Fürstin Caroline Reuß älterer Linie, 1848 ihren Weg nach Greiz.
Im Einzelnen umfasst die Sammlung
- Druckgraphische Blätter in Schabkunsttechnik u. a. von Joshua Reynolds
- Druckgraphiken englischer, französischer, niederländischer und deutscher Techniken
- Crayonstiche von Francesco Bartolozzi
- Radierungen und Kupferstiche von Wenzel Hollar und Elias Ridinger
- Kupferstichalben in Imperialfolio
- Landkarten
- Schlachtenplänen
- Veduten
- Atlanten

## Satiricum
Das erst um 1975, auf Initiative verschiedener organisierter Karikaturisten, Pressezeichner und der Staatlichen Bücher- und Kupferstichsammlung Greiz, gegründete Satiricum umfasst etliche Werke von englischen, französischen und deutschen Künstlern wie Wiliam Hogarth, Daniel Chodowiecki, Thomas Rowlandson, James Gillray, Charles Boilly, Paul Monnier, und Honoré Daumier.
Ein großer Teil des heutigen Satiricums besteht zudem aus den 1975 bis 1990 gesammelten Werken ehemaliger DDR-Karikaturisten und Pressezeichnern.